# Концерт для фортепиано с оркестром № 24 (Моцарт)

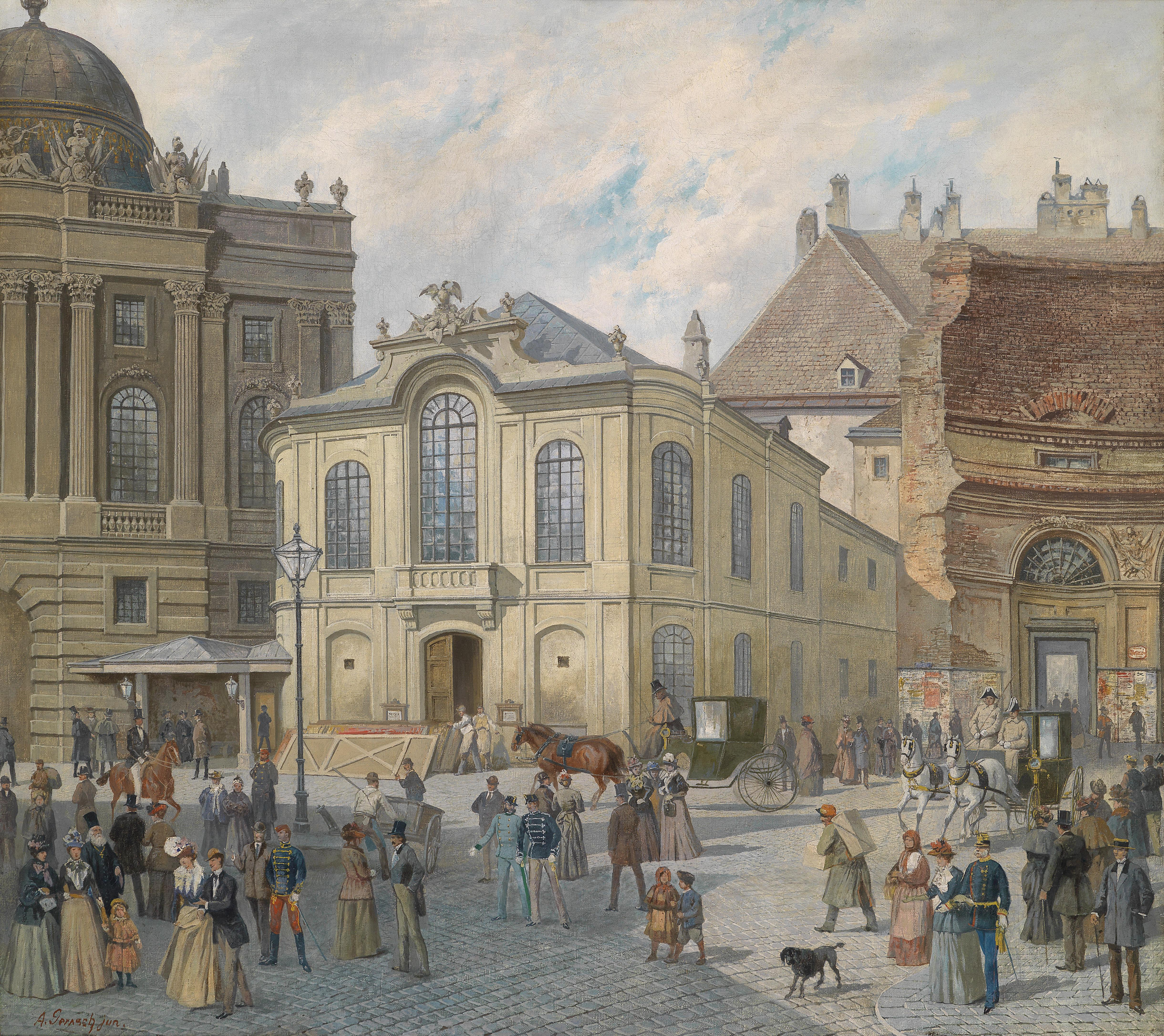
Бургтеатр, в котором состоялась премьера концерта

Концерт для фортепиано с оркестром № 24 до минор (K. 491) был написан Вольфгангом Амадеем Моцартом, как указано в составленном им каталоге, 24 марта 1786 года, через три недели после завершения своего предыдущего фортепианного концерта. Вероятно, Моцарт начал работать над произведением ещё зимой 1785 года.

## Исполнение и критика
Поскольку Моцарт намеревался исполнить произведение сам, он не прописал полностью партию солиста (в то время как оркестровая партитура была выписана чётко). Премьера концерта состоялась в начале апреля 1786 года в венском Бургтеатре; большую часть произведения Моцарту пришлось импровизировать.
Это произведение является одним из двух фортепианных концертов Моцарта, написанных в минорной тональности (второй такой концерт — № 20 ре минор). 
Концертом № 24 восхищались многие великие композиторы. Например, Людвиг ван Бетховен, услышав произведение на репетиции, сказал, что «никто больше не сможет написать ничего подобного». Возможно, эта композиция Моцарта вдохновила Бетховена на создание Третьего концерта. Иоганнес Брамс также любил концерт № 24 и даже написал собственную каденцию для его первой части. Брамс назвал это произведение «шедевром искусства, полным идей».

## Исполнительский состав
Концерт написан для фортепиано и оркестра, состоящего из флейты, 2 гобоев, 2 кларнетов, 2 фаготов, 2 валторн, 2 труб, литавр и струнных. Ни в одном фортепианном концерте Моцарта нет более масштабного исполнительского состава.

## Структура
Концерт состоит из трёх частей:
- 1. Allegro, 3/4. Написано в сонатной форме.

Audio playback is not supported in your browser. You can download the audio file.
- 2. Larghetto, 2/2. Тональность ― ми-бемоль мажор.

Audio playback is not supported in your browser. You can download the audio file.
- 3. Allegretto, 2/2. Состоит из темы, восьми вариаций и коды в размере 6/8.

Audio playback is not supported in your browser. You can download the audio file.